# Bni Oulid
Bni Oulid  (in arabo بني وليد‎?) è un centro abitato e comune rurale del Marocco situato nella provincia di Taounate, regione di Fès-Meknès. Conta una popolazione di 10 324 abitanti (censimento 2014).